# Silo pallipes
Silo pallipes là một loài trong họ Goeridae. Loài này phân bố ở miền Cổ bắc.